# Dymer
Dymer é um poema narrativo de C. S. Lewis. Ele trabalhou neste, seu poema mais importante, já em 1916 – quando ainda tinha apenas 17 anos – e o concluiuem 1925. Dymer foi seu segundo trabalho publicado; foi publicado por J. M. Dent em 1926, sob o pseudônimo de Clive Hamilton (o primeiro nome real do escritor seguido pelo nome de solteira de sua mãe).
Lewis se considerava escrevendo de acordo com a tradição de Homero, Spenser, Milton, Wordsworth e outros. A análise de George Sayer sugere que o livro trata da tentação das "fantasias de amor, luxúria e poder".

## Resumo do enredo
Dymer, um poema épico de 2.065 versos, acompanha as aventuras de seu protagonista titular desde seu nascimento em um estado totalitário, zombeteiramente chamado de "A Cidade Perfeita", até os eventos que levam à sua morte nas mãos de um monstro que ele gerou.
Desde o início, Dymer cresce até a idade de dezenove anos sob o controle do Estado, até que, sob a influência da primavera e da visão de um pássaro canoro, ele se levanta em sua sala de aula e assassina o professor idoso antes de sua classe, deixando os civis atordoados para trás enquanto vagueia fora da cidade.
Dymer abandona suas roupas junto com a civilização, vagando pelas florestas até encontrar uma mansão vazia com comida preparada. Depois de vestir-se novamente com roupas mais finas e banquetear-se sozinho em uma mesa de banquete, Dymer dorme com uma figura feminina invisível que vem até ele na escuridão da mansão. Ao acordar, Dymer sai do palácio e vagueia alegremente pela floresta. Ao retornar ao palácio em busca de sua amada, ele encontra todas as entradas barradas por uma velha e horrenda mulher-monstro. Depois de implorar a ela que "ceda apenas um centímetro; uma única vez de sua lei", Dymer se aproxima da mulher com a intenção de lutar para passar por ela. O que acontece nesse momento é incerto, exceto o fato de que Dymer sai ferido do palácio e manca em direção à floresta.
Naquela noite, começa a chover na floresta, e Dymer encontra outra pessoa que ele não consegue ver no escuro, dessa vez um homem ferido. Esse homem também vem de A Cidade Perfeita e conta a Dymer o que aconteceu em sua ausência, especificamente que um revolucionário chamado Bran usou as ações e o nome de Dymer para instigar um protesto violento nos cidadãos, que então saquearam e arrasaram a cidade. Dymer fica atônito com essa informação e permanece em silêncio durante a noite até que os ferimentos do homem se mostrem fatais e, em seguida, parte novamente para a região selvagem.
Dymer encontra outro indivíduo no deserto, um homem que usa um líquido para entrar em um estado de sonho prolongado. O homem convence Dymer de que a resposta para sua angústia está no mundo dos sonhos, e Dymer engole uma xícara do líquido. Em sua alucinação, Dymer encontra sua antiga amante da mansão, mas percebe que ela é monstruosa. Em vez de aceitar isso como verdade, ele foge do local quando os demônios surgem para atacá-lo. Ao acordar, Dymer é ameaçado pelo homem sonhador e parte novamente para a natureza selvagem. Mais tarde, Dymer chega a um cemitério, onde encontra um guardião angelical que conta a Dymer sobre um monstro horrível à espreita. O monstro foi concebido por uma união entre um ser divino e um mortal. Percebendo que o monstro é sua própria prole, Dymer afirma que deve enfrentar seu próprio filho em uma batalha. Vestindo a armadura do guardião, ele se prepara para lutar contra o monstro, o que termina com sua própria morte e com a transformação do monstro em um deus.